# Zouleiha Abzetta Dabonne
Zoulehia Abzetta Dabonne (sinh ngày 15 tháng 12 năm 1992) là một judoka người Bờ Biển Ngà.  Tại Thế vận hội Mùa hè 2016, cô đã tham gia cuộc thi nữ -57 kg.